# Eimeria nocens
Eimeria nocens należy do królestwa protista, rodziny Eimeriidae, rodzaj Eimeria. Wywołuje u gęsi chorobę pasożytniczą – kokcydiozę. Eimeria nocens pasożytuje w jelicie cienkim.